# Dustin Robertson
Dustin Robertson (ur. 21 października 1975) − amerykański montażysta, także reżyser wideoklipów, kulturysta.

## Życiorys

### Wczesne lata
Pochodzi z niewielkiej miejscowości. Jest absolwentem California Institute of the Arts (CalArts), uczelni wyższej w Valencii w Santa Clarita, gdzie ukończył kierunek o specjalizacji „film/wideoklip”.
W przeszłości nadużywał narkotyków, a jako nastolatek spotykał się z homofobią otoczenia (jest otwartym gejem).

### Kariera kulturystyczna
W styczniu 1984 rozpoczął treningi siłowe, początkowo sportem zajmował się w ramach hobby.
W 2002 został wicemistrzem zawodów kulturystycznych NPC Ironman, wywalczając miejsce na podium w kategorii wagowej ciężkiej. W 2018 brał udział w zawodach NPC Pacific USA Championships, gdzie wywalczył brązowy medal w kategorii mężczyzn powyżej czterdziestu lat. Przynależy do prestiżowej federacji National Physique Committee (NPC), jest amatorem.
Alternatywnie zajmuje się też fitnessem. Pracuje jako trener personalny i ekspert do spraw suplementacji i odżywiania w Los Angeles. Mieszka w Hollywood.
| Warunki fizyczne                 | –      |
| Wzrost                           | 183 cm |
| Waga w sezonie zmagań sportowych | 111 kg |
| Obwód klatki piersiowej          | 127    |
| Obwód bicepsa                    | 48 cm  |
| Obwód talii                      | 86 cm  |
| Obwód uda                        | 74 cm  |
| Obwód łydki                      | 46 cm  |
| Obwód przedramienia              | 36 cm  |

### Kariera muzyczna
Po ukończeniu studiów, przez cztery i pół roku współpracował z reżyserem klipów muzycznych i fotografem Matthew Rolstonem, przygotowując się do zawodu montażysty. W ciągu kolejnych lat z Robertsonem kolaborowali uznani twórcy − Paul Hunter i Francis Lawrence. Współpracował też z takimi światowej sławy artystami fotografami jak Matthew Rolston, David LaChapelle, Terry Richardson i Tom Ford, a także reżyserem Brettem Ratnerem i McG.
Osobiste doświadczenia Robertson wykorzystał w montowanych przez siebie wideoklipach w sposób artystyczny, głównie poprzez kolorową animację, sekwencje narracyjne i fantastyczne oraz ujęcia wysublimowanej erotyki. Większość z teledysków twórcy kręcona jest do utworów dance'owych.
Robertson założył własne studio realizacji teledysków, Aviddiva.
Zrealizował też dwa filmy dokumentalne – Pumping Velvet (2003) i Remix (2007).
Jako montażysta teledysków współpracował z gwiazdami muzyki pop, w tym Janet Jackson, Lady Gagą, Jennifer Lopez oraz niejednokrotnie z Madonną. Wyreżyserował klip do utworu „Nobody Knows Me”, stanowiący kompilację scen z poprzednich teledysków, występów oraz zdjęć Madonny, jak i remiksowy teledysk do jej singla „Hollywood”. Obie piosenki promowały album artystki American Life (2003).

## Wideografia

### Montażysta
| Rok  | Tytuł                                                  | Artysta                                                             | Reżyser                          |
| ---- | ------------------------------------------------------ | ------------------------------------------------------------------- | -------------------------------- |
| 1995 | „Foolish Games”                                        | Jewel                                                               | Matthew Rolston                  |
| 1996 | „Real World”                                           | Matchbox Twenty                                                     | Matthew Rolston                  |
| 1997 | „Whatever”                                             | En Vogue                                                            | Matthew Rolston                  |
| 1997 | „Alma Matters”                                         | Morrissey                                                           | Matthew Rolston                  |
| 1997 | „Wishing I Was There”                                  | Natalie Imbruglia                                                   | Matthew Rolston                  |
| 1997 | „Smoke”                                                | Natalie Imbruglia                                                   | Matthew Rolston                  |
| 1997 | „Long Hard Road Out of Hell”                           | Marilyn Manson                                                      | Matthew Rolston                  |
| 1997 | „Imagine”                                              | Salt-n-Pepa feat. Sheryl Crow                                       | Matthew Rolston                  |
| 1997 | „Walking after You”                                    | Foo Fighters                                                        | Matthew Rolston                  |
| 1997 | „Every Time”                                           | Janet Jackson                                                       | Matthew Rolston                  |
| 1997 | „Sugarcane”                                            | Space Monkeys                                                       | David LaChapelle                 |
| 1998 | „There Goes the Neighbohood”                           | Sheryl Crow                                                         | Matthew Rolston                  |
| 1998 | „The Power of Good-Bye”                                | Madonna                                                             | Matthew Rolston                  |
| 1998 | „Thinking of You”                                      | Lenny Kravitz                                                       | Matthew Rolston                  |
| 1998 | „I Think I'm Paranoid”                                 | Garbage                                                             | Matthew Rolston                  |
| 1998 | „Love Me”                                              | 112 feat. Mase                                                      | Francis Lawrence                 |
| 1998 | „Human Being”                                          | Seal                                                                | Francis Lawrence                 |
| 1998 | „Heaven's What I Feel”                                 | Gloria Estefan                                                      | Bille Woodruff                   |
| 1998 | „Inside”                                               | Monica                                                              | Earle Sebastian                  |
| 1998 | „Angel of Mine”                                        | Monica                                                              | Diane Martel                     |
| 1998 | „Lost My Faith”                                        | Seal                                                                | Liz Friedlander                  |
| 1998 | „Jupiter”                                              | Jewel                                                               | Matthew Rolston                  |
| 1998 | „What's Simple Is True”                                | Jewel                                                               | Matthew Rolston                  |
| 1998 | „Rock Is Dead”                                         | Marilyn Manson                                                      | Marilyn Manson                   |
| 1999 | „Give It to You”                                       | Jordan Knight                                                       | Darren Grant                     |
| 1999 | „Where My Girl's At?”                                  | 702                                                                 | Bille Woodruff                   |
| 1999 | „Word Up”                                              | Melanie G                                                           | Matthew Rolston                  |
| 1999 | „What You Want”                                        | The Roots                                                           | Little X                         |
| 1999 | „Could I Have This Kiss Forever”                       | Whitney Houston feat. Enrique Iglesias                              | Francis Lawrence                 |
| 1999 | „Come on Over Baby (All I Want Is You)”                | Christina Aguilera                                                  | Paul Hunter                      |
| 1999 | „Una Noche Mas”                                        | Jennifer Lopez                                                      | Francis Lawrence                 |
| 1999 | „Waiting for Tonight”                                  | Jennifer Lopez                                                      | Francis Lawrence                 |
| 2000 | „If Only”                                              | Hanson                                                              | Dave Myers                       |
| 2000 | „Mirror Mirror”                                        | M2M                                                                 | Matthew Rolston                  |
| 2000 | „It's Too Late”                                        | Lucie Silvas                                                        | Matthew Rolston                  |
| 2000 | „The Shape of My Heart”                                | Backstreet Boys                                                     | Matthew Rolston                  |
| 2000 | „Why Not?”                                             | Eric Sermon                                                         | Diane Martel                     |
| 2000 | „Dance & Shout”                                        | Shaggy                                                              | Fatima Robinson                  |
| 2000 | „Girl from the Gutter”                                 | Kina                                                                | Paul Hunter                      |
| 2000 | „Not That Kind”                                        | Anastacia                                                           | Mark Webb                        |
| 2000 | „Who Told You”                                         | Roni Size                                                           | Hype Williams                    |
| 2000 | „Stranger in My House”                                 | Tamia                                                               | Paul Hunter                      |
| 2001 | „Who's That Girl?”                                     | Eve                                                                 | Diane Martel                     |
| 2001 | „Satisfied”                                            | Rhona Bennett                                                       | Joseph Kahn                      |
| 2001 | „Out of Nowhere”                                       | Gloria Estefan                                                      | Paula Walker                     |
| 2001 | „Like a Feather”                                       | Nikka Costa                                                         | Paul Hunter                      |
| 2001 | „Lady Marmalade”                                       | Christina Aguilera feat. Lil’ Kim, Mýa & Pink                       | Paul Hunter                      |
| 2001 | „We Need a Resolution”                                 | Aaliyah                                                             | Paul Hunter                      |
| 2001 | „Astounded”                                            | Bran Van 3000                                                       | Mike D                           |
| 2001 | „When It's Over”                                       | Sugar Ray                                                           | McG                              |
| 2001 | „Lifetime”                                             | Maxwell                                                             | Steve Ramser                     |
| 2001 | „A Little Bitt”                                        | Jessica Simpson                                                     | Hype Williams                    |
| 2001 | „Lunch or Dinner”                                      | Sunshine Anderson                                                   | Paul Hunter                      |
| 2001 | „Cry”                                                  | Michael Jackson                                                     | Nicholas Brandt                  |
| 2001 | „The Nobodies”                                         | Marilyn Manson                                                      | Paul Fedor & Marilyn Manson      |
| 2001 | „Paid My Dues”                                         | Anastacia                                                           | Liz Friedlander                  |
| 2001 | „Never Give Up”                                        | Yolanda Adams                                                       | Antti Jokinen                    |
| 2001 | „Everybody Got Their Something”                        | Nikka Costa                                                         | Dave Myers                       |
| 2001 | „Ain't It Funny”                                       | Jennifer Lopez                                                      | Chris Judd                       |
| 2001 | „Love Don't Cost a Thing”                              | Jennifer Lopez                                                      | Paul Hunter                      |
| 2001 | „Breaking Up the Girl”                                 | Garbage                                                             | Francis Lawrence                 |
| 2001 | „Rock Your Body”                                       | Justin Timberlake                                                   | Francis Lawrence                 |
| 2001 | „Independent Women Part I”                             | Destiny’s Child                                                     | Francis Lawrence                 |
| 2001 | „Play”                                                 | Jennifer Lopez                                                      | Francis Lawrence                 |
| 2001 | „Someone to Call My Lover”                             | Janet Jackson feat. Jermaine Dupri                                  | Francis Lawrence                 |
| 2001 | „Just Because”                                         | Ginuwine                                                            | Francis Lawrence                 |
| 2001 | „Sunny Hours”                                          | Long Beach Dub Allstars ft. will.i.am                               | Francis Lawrence                 |
| 2001 | „Whenever, Wherever”                                   | Shakira                                                             | Francis Lawrence                 |
| 2001 | „Suerte”                                               | Shakira                                                             | Francis Lawrence                 |
| 2001 | „I'm a Slave 4 U”                                      | Britney Spears                                                      | Francis Lawrence                 |
| 2001 | „Son of a Gun (I Betcha Think this Song Is About You)” | Janet Jackson feat. Missy Elliott                                   | Francis Lawrence                 |
| 2001 | „Wrong Impression”                                     | Natalie Imbruglia                                                   | Francis Lawrence                 |
| 2001 | „Just Like a Pill”                                     | Pink                                                                | Francis Lawrence                 |
| 2001 | „Don't Turn Off the Lights”                            | Enrique Iglesias                                                    | Enrique Iglesias                 |
| 2001 | „No apagues la luz”                                    | Enrique Iglesias                                                    | Enrique Iglesias                 |
| 2002 | „You Must Have Been”                                   | Montell Jordan                                                      | Steve Carr                       |
| 2002 | „Insatiable”                                           | Darren Hayes                                                        | Alek Keshishian                  |
| 2002 | „Here to Stay”                                         | Korn                                                                | Albert Hughes & Allen Hughes     |
| 2002 | „Up & Down”                                            | Deborah Cox                                                         | Kevin Bray                       |
| 2002 | „Can I Go Now?”                                        | Jennifer Love Hewitt                                                | Liz Friedlander                  |
| 2002 | „Pocketbook”                                           | Me'shell Ndegeocello                                                | Liz Friedlander                  |
| 2002 | „Girlfriend”                                           | Alicia Keys                                                         | Patrick Hoelck                   |
| 2002 | „Work It” (REMIX)                                      | Missy Elliott feat. 50 Cent                                         | Dave Myers                       |
| 2002 | „Smoking Cigarettes”                                   | Tweet                                                               | Little X                         |
| 2002 | „Come Undone”                                          | Robbie Williams                                                     | Jonas Åkerlund                   |
| 2002 | „Losing Grip”                                          | Avril Lavigne                                                       | Liz Friedlander                  |
| 2002 | „Sk8er Boi”                                            | Avril Lavigne                                                       | Francis Lawrence                 |
| 2002 | „Jenny from the Block”                                 | Jennifer Lopez                                                      | Francis Lawrence                 |
| 2002 | „My Love Is Like...Wo”                                 | Mýa                                                                 | Paul Hunter                      |
| 2002 | „Señorita”                                             | Justin Timberlake                                                   | Paul Hunter                      |
| 2002 | „Gossip Folks” (REMIX)                                 | Missy Elliott                                                       | Dave Myers                       |
| 2003 | „Rock wit U (Awww Baby)”                               | Ashanti                                                             | Paul Hunter                      |
| 2003 | „Me Against the Music”                                 | Britney Spears feat. Madonna                                        | Paul Hunter                      |
| 2003 | „Hollywood”                                            | Madonna                                                             | Jean Baptiste-Mondino            |
| 2003 | „Love @ 1st Sight”                                     | Mary J. Blige                                                       | Chris Robertson                  |
| 2003 | „Stuck”                                                | Stacie Orrico                                                       | Diane Martel                     |
| 2003 | „This is the New Shit”                                 | Marilyn Manson                                                      | Marilyn Manson & The Cronenweths |
| 2003 | „mOBSCENE”                                             | Marilyn Manson                                                      | Marilyn Manson & Thomas Kloss    |
| 2003 | „We Can”                                               | LeAnn Rimes                                                         | Liz Friedlander                  |
| 2003 | „Miss Independent”                                     | Kelly Clarkson                                                      | Liz Friedlander                  |
| 2003 | „It's About Time”                                      | Lillix                                                              | Liz Friedlander                  |
| 2003 | „Me, Myself and I”                                     | Beyoncé                                                             | Johan Renck                      |
| 2003 | „Change Clothes”                                       | Jay-Z feat. Danee Doty & Pharrell                                   | Chris Robinson                   |
| 2003 | „Prototype”                                            | OutKast                                                             | André 3000                       |
| 2003 | „Let’s Get It Started”                                 | The Black Eyed Peas                                                 | Francis Lawrence                 |
| 2004 | „Frontin'”                                             | Jay-Z feat. Pharrell                                                | Paul Hunter                      |
| 2004 | „Officially Missing You”                               | Tamia                                                               | Paul Hunter                      |
| 2004 | „Tilt Ya Head Back”                                    | Nelly feat. Christina Aguilera                                      | Little X                         |
| 2004 | „Yeah!”                                                | Usher                                                               | Little X                         |
| 2004 | „1, 2 Step”                                            | Ciara                                                               | Benny Boom                       |
| 2004 | „Goodies”                                              | Ciara                                                               | Benny Boom                       |
| 2004 | „Hollaback Girl”                                       | Gwen Stefani                                                        | Paul Hunter                      |
| 2004 | „What You Waiting For?”                                | Gwen Stefani                                                        | Francis Lawrence                 |
| 2004 | „All Nite (Don’t Stop)”                                | Janet Jackson                                                       | Francis Lawrence                 |
| 2005 | „We Belong Together”                                   | Mariah Carey                                                        | Brett Ratner                     |
| 2005 | „It's Like That”                                       | Mariah Carey                                                        | Brett Ratner                     |
| 2005 | „Grown & Sexy”                                         | Chamillionaire                                                      | Rich Lee                         |
| 2005 | „Hold You Down”                                        | Jennifer Lopez                                                      | Diane Martel                     |
| 2005 | „Get Right”                                            | Jennifer Lopez                                                      | Francis Lawrence                 |
| 2006 | „Rainy Monday”                                         | Shiny Toy Guns                                                      | ?                                |
| 2006 | „Listen”                                               | Beyoncé                                                             | Matthew Rolston                  |
| 2006 | „Irreplaceable”                                        | Beyoncé                                                             | Anthony Mandler                  |
| 2008 | „One & Only”                                           | Nelly                                                               | Steve Carr                       |
| 2008 | „Whatcha Think About That”                             | The Pussycat Dolls feat. Missy Elliott − „Whatcha Think About That” | Diane Martel                     |
| 2009 | „The Power of Music”                                   | Kristine W                                                          | Mike Ruiz                        |
| 2009 | „H.A.T.E.U.”                                           | Mariah Carey                                                        | Brett Ratner                     |
| 2009 | „Obsessed”                                             | Mariah Carey                                                        | Brett Ratner                     |
| 2009 | „Sexy People”                                          | Lolene                                                              | Omri Cohen                       |
| 2009 | „Alejandro”                                            | Lady Gaga                                                           | Steven Klein                     |
| 2011 | „Born This Way”                                        | Lady Gaga                                                           | Nick Knight & Lady Gaga          |
| 2016 | „Signs of Lovemaking”                                  | Tyrese                                                              | Paul Hunter                      |
| 2018 | „I Can Do”                                             | James Cole                                                          | Fatima Robinson                  |

## Osiągnięcia w kulturystyce
| Rok  | Federacja kulturystyczna          | Mistrzostwa                                             | Kategoria                | Rezultat      |
| ---- | --------------------------------- | ------------------------------------------------------- | ------------------------ | ------------- |
| 1999 | NPC (National Physique Committee) | Ironman Championships                                   | waga ciężka              | IV m-ce       |
| 2002 | NPC (National Physique Committee) | Ironman Championships                                   | waga ciężka              | II m-ce       |
| 2002 | NPC (National Physique Committee) | Ironmaiden Championships                                | waga ciężka              | VII m-ce      |
| 2002 | NPC (National Physique Committee) | Ironmaiden Championships                                | waga ciężka nowicjuszy   | II m-ce       |
| 2010 | NPC (National Physique Committee) | Mid-Illinois Bodybuilding Championships                 | waga średnia             | IV m-ce       |
| 2010 | NPC (National Physique Committee) | Tournament of Champions                                 | waga ciężka              | V m-ce        |
| 2010 | NPC (National Physique Committee) | Los Angeles Bodybuilding, Figure & Bikini Championships | waga ciężka              | poza czołówką |
| 2018 | NPC (National Physique Committee) | NPC Pacific USA Championships                           | mężczyźni powyżej 40 lat | III m-ce      |